# Championnat du Japon de football 1996
Navigation
J1 League 1995 J1 League 1997
Le Championnat du Japon de football 1996 est la 31e édition de la première division japonaise et la 4e édition de la J.League. Le championnat a débuté le 16 mars 1996 et s'est achevé le 9 novembre 1996.  

## Les clubs participants
Les 14 de la J League 1995 et les deux premiers de la deuxième division participent à la compétition.
| Club                 | Dernière montée | Ville     | Classement 1995 | Entraîneur          | Depuis | Stade                            | Capacité | Nombre de saisons |
| -------------------- | --------------- | --------- | --------------- | ------------------- | ------ | -------------------------------- | -------- | ----------------- |
| Yokohama Marinos     | -               | Yokohama  | 1er             | Hiroshi Hayano      | 1995   | Mitsuzawa Stadium                | 15 046   | 4                 |
| Verdy Kawasaki       | -               | Kawasaki  | 2e              | Nelsinho Baptista   | 1995   | Stade d'athlétisme de Todoroki   | 27 495   | 4                 |
| Nagoya Grampus Eight | -               | Nagoya    | 3e              | Carlos Queiroz      | 1996   | Stade d'athlétisme de Mizuho     | 27 000   | 4                 |
| Urawa Red Diamonds   | -               | Saitama   | 4e              | Holger Osieck       | 1995   | Urawa Komaba Stadium             | 21 500   | 4                 |
| Júbilo Iwata         | 1994            | Iwata     | 5e              | Hans Ooft           | 1994   | Stade Yamaha                     | 16 893   | 3                 |
| JEF United Ichihara  | -               | Ichihara  | 6e              | Yasuhiko Okudera    | 1996   | ZA Oripri Stadium                | 14 051   | 4                 |
| Kashima Antlers      | -               | Kashima   | 7e              | João Carlos         | 1996   | Stade de Kashima                 | 40 728   | 4                 |
| Cerezo Osaka         | 1995            | Osaka     | 8e              | Hiroshi Sowa        | 1996   | Stade Nagai                      | 50 000   | 2                 |
| Shimizu S-Pulse      | -               | Shizuoka  | 9e              | Osvaldo Ardiles     | 1996   | Stade du parc Nihondaira         | 20 299   | 4                 |
| Sanfrecce Hiroshima  | -               | Hiroshima | 10e             | Wim Jansen          | 1995   | Grande Arche d'Hiroshima         | 50 000   | 4                 |
| Bellmare Hiratsuka   | 1994            | Hiratsuka | 11e             | Shigeharu Ueki      | 1996   | Hiratsuka Stadium                | 18 500   | 3                 |
| Kashiwa Reysol       | 1995            | Kashiwa   | 12e             | Nicanor de Carvalho | 1996   | Hitachi Kashiwa Stadium          | 15 349   | 2                 |
| Yokohama Flügels     | -               | Yokohama  | 13e             | Otacílio Gonçalves  | 1996   | Mitsuzawa Stadium                | 15 046   | 4                 |
| Gamba Osaka          | -               | Suita     | 14e             | Josip Kuže          | 1995   | Stade commémoratif de l'Expo '70 | 21 000   | 4                 |
| Avispa Fukuoka       | 1996            | Fukuoka   | 1er             | Hidehiko Shimizu    | 1996   | Level5 Stadium                   | 22 563   | 1                 |
| Kyoto Purple Sanga   | 1996            | Kyoto     | 2e              | Oscar               | 1995   | Nishikyogoku Athletic Stadium    | 20 588   | 1                 |

- Tenant du titre et qualifié pour la Coupe d'Asie des clubs champions 1996-1997
- Promu de la Deuxième division 1995

### Localisation des clubs
| \| Clubs du Grand Tokyo · Kashima Antlers (Ibaraki) · Yokohama Marinos (Kanagawa) · JEF United Ichihara (Chiba) · Kashiwa Reysol (Chiba) · Verdy Kawasaki (Kanagawa) · Urawa Red Diamonds (Saitama) · Bellmare Hiratsuka (Kanagawa) · Yokohama Flügels (Kanagawa) Grand Tokyo Nagoya Grampus Eight Shimizu S-Pulse Júbilo Iwata Gamba Osaka Sanfrecce Hiroshima Avispa Fukuoka Cerezo Osaka Kyoto Purple Sanga \| Localisation des clubs engagés dans le championnat. |
| Clubs du Grand Tokyo · Kashima Antlers (Ibaraki) · Yokohama Marinos (Kanagawa) · JEF United Ichihara (Chiba) · Kashiwa Reysol (Chiba) · Verdy Kawasaki (Kanagawa) · Urawa Red Diamonds (Saitama) · Bellmare Hiratsuka (Kanagawa) · Yokohama Flügels (Kanagawa) Grand Tokyo Nagoya Grampus Eight Shimizu S-Pulse Júbilo Iwata Gamba Osaka Sanfrecce Hiroshima Avispa Fukuoka Cerezo Osaka Kyoto Purple Sanga                                                           |

| Clubs du Grand Tokyo · Kashima Antlers (Ibaraki) · Yokohama Marinos (Kanagawa) · JEF United Ichihara (Chiba) · Kashiwa Reysol (Chiba) · Verdy Kawasaki (Kanagawa) · Urawa Red Diamonds (Saitama) · Bellmare Hiratsuka (Kanagawa) · Yokohama Flügels (Kanagawa) Grand Tokyo Nagoya Grampus Eight Shimizu S-Pulse Júbilo Iwata Gamba Osaka Sanfrecce Hiroshima Avispa Fukuoka Cerezo Osaka Kyoto Purple Sanga |

## Classement
| Pos | Club                   | Pts | J  | G  | D  | Bp | Bc | Diff |
| --- | ---------------------- | --- | -- | -- | -- | -- | -- | ---- |
| 1   | Kashima Antlers        | 66  | 30 | 21 | 9  | 61 | 34 | +27  |
| 2   | Nagoya Grampus Eight S | 63  | 30 | 21 | 9  | 63 | 39 | +24  |
| 3   | Yokohama Flügels       | 63  | 30 | 21 | 9  | 58 | 44 | +14  |
| 4   | Júbilo Iwata           | 62  | 30 | 20 | 10 | 53 | 38 | +15  |
| 5   | Kashiwa Reysol         | 60  | 30 | 20 | 10 | 67 | 52 | +15  |
| 6   | Urawa Red Diamonds     | 59  | 30 | 19 | 11 | 51 | 31 | +20  |
| 7   | Verdy Kawasaki C       | 57  | 30 | 19 | 11 | 68 | 42 | +26  |
| 8   | Yokohama Marinos T     | 42  | 30 | 14 | 16 | 39 | 40 | -1   |
| 9   | JEF United Ichihara    | 40  | 30 | 13 | 17 | 45 | 47 | -2   |
| 10  | Shimizu S-Pulse L      | 37  | 30 | 12 | 18 | 50 | 60 | -10  |
| 11  | Bellmare Hiratsuka     | 36  | 30 | 12 | 18 | 47 | 58 | -11  |
| 12  | Gamba Osaka            | 33  | 30 | 11 | 19 | 38 | 59 | -21  |
| 13  | Cerezo Osaka           | 30  | 30 | 10 | 20 | 38 | 56 | -18  |
| 14  | Sanfrecce Hiroshima    | 30  | 30 | 10 | 20 | 36 | 60 | -24  |
| 15  | Avispa Fukuoka P       | 29  | 30 | 9  | 21 | 42 | 64 | -22  |
| 16  | Kyoto Purple Sanga P   | 24  | 30 | 8  | 22 | 22 | 54 | -32  |

|  | Qualification pour la Coupe d'Asie des clubs champions 1997-1998 |
|  | T : Tenant du titre C : Vainqueur de la Coupe de l'Empereur 1996 L : Vainqueur de la Coupe de la Ligue 1996 S : Vainqueur de la Supercoupe du Japon 1996 P : Promu de D2 |

## Finale du championnat
Pour la première fois de la J. League, un nouveau mode de finale fut instauré. Il s'agissait de se faire rencontrer le vainqueur et le second du championnat face aux finaliste de la Nabisco Cup. Ces rencontres purement honorifique (matchs de galas) ne détermineraient pas le vainqueur du championnat.

### Demi-finales
| Vainqueur de la phase aller | Score                | Vainqueur de la phase retour |
| Kashima Antlers             | 1 - 1                | Tokyo Verdy                  |
| Shimizu S-Pulse             | 0 - 0 (1 - 3 t.a.b.) | Nagoya Grampus Eight         |

### Finale
| Vainqueur de la première demi-finale | Score        | Vainqueur de la seconde demi-finale |
| Kashima Antlers                      | 0 - 1 (a.p.) | Nagoya Grampus Eight                |

## Récompenses individuelles
| Distinction           | Nom             | Nationalité | Équipe          |
| MVP                   | Jorginho        | Brésil      | Kashima Antlers |
| Rookie de l'année     | Toshihide Saito | Japon       | Shimizu S-Pulse |
| Soulier d'or          | Kazuyoshi Miura | Japon       | Tokyo Verdy     |
| Entraîneur de l'année | Nicanor         | Brésil      | Kashiwa Reysol  |

## Classement des buteurs
| Rang | Nom                 | Nationalité        | Équipe              | Buts |
| 1    | Kazuyoshi Miura     | Japon              | Tokyo Verdy         | 23   |
| 2    | Edílson             | Brésil             | Kashiwa Reysol      | 21   |
| 3    | Evair               | Brésil             | Yokohama F. Marinos | 20   |
| 4    | Salvatore Schillaci | Italie             | Júbilo Iwata        | 15   |
| 5    | Magrão              | Brésil             | Tokyo Verdy         | 13   |
| 6    | Yoshiyuki Hasegawa  | Japon              | Kashima Antlers     | 12   |
| 6    | Ivan Hašek          | République tchèque | JEF United Ichihara | 12   |

## Parcours continental des clubs
Le parcours des clubs japonais en Ligue des champions de l'AFC est important puisqu'il détermine le coefficient AFC japonais, et donc le nombre de clubs japonais présents dans la compétition les années suivantes.
| Club             | Compétition                      | Résultat        | Ultime(s) adversaire(s) | Ultime(s) adversaire(s) | Ultime(s) adversaire(s) |
| ---------------- | -------------------------------- | --------------- | ----------------------- | ----------------------- | ----------------------- |
| Yokohama Marinos | Coupe d'Asie des clubs champions | Phase de groupe | Seongnam FC             | Pohang Steelers         | New Radiant             |